# 源记饮食集团
源記飲食集團（英語：Yuen Kee Catering Services Group Limited）是一家香港的連鎖茶餐廳集團，集團為尖沙咀源记牛腩茶餐廳的東主，集團主席何宝元丶集團經理何桂浩為稻苗學會第12屆會員。

## 多元化投資丶發展
源記集團以飲食業為基礎現在包括了飲食、地產投資、實業投資丶科技等 

## 名菜
- 崩沙腩
- 炸魚皮

## 非法僱用
2004年8月被入境事務處在尖沙咀區內四間「源記」搜出十名內地黑工，股東之一在九龍城裁判法院被重判入獄八個月。